# Sven Andersson (ur. 1963)
Sven Andersson (ur. 6 października 1963 w Strömstad) – szwedzki piłkarz grający na pozycji bramkarza.

## Kariera klubowa
Karierę piłkarską Andersson rozpoczął w klubie IFK Strömstad. Grał w nim w 1979 roku. W 1980 roku przeszedł do Örgryte IS z Göteborga i wtedy też zadebiutował w jego barwach w pierwszej lidze szwedzkiej. Od sezonu 1982 był pierwszym bramkarzem zespołu. W 1985 roku wywalczył z nim mistrzostwo kraju, pierwsze dla Örgryte od 1913 roku. Od 1980 do 1991 roku rozegrał w Örgryte 247 meczów.
W 1992 roku Andersson odszedł z Örgryte do IFK Strömstad, gdzie grał przez rok. W 1993 roku został pierwszym golkiperem Helsingborgs IF. W 1994 roku grał z nim w finale krajowego pucharu (3:4 z IFK Norrköping). W 1995 i 1998 roku został wicemistrzem Szwecji, a w 1999 roku wywalczył swoje jedyne w karierze mistrzostwo kraju. W 2000 roku także był wicemistrzem Allsvenskan. Od 1993 do 2001 roku rozegrał w tym klubie 233 kolejne spotkania. Z udziału w ostatnim meczu sezonu 2001 wykluczyła go czerwona kartka otrzymana w 233 meczu ligowym w barwach Helsingborgs. Po sezonie 2001 zakończył karierę piłkarską.

## Kariera reprezentacyjna
W reprezentacji Szwecji Andersson zadebiutował w 14 lutego 1990 roku w przegranym 1:2 towarzyskim meczu ze Zjednoczonymi Emiratami Arabskimi i był to jego jedyny mecz w kadrze narodowej. W 1990 roku został powołany przez selekcjonera Ollego Nordina do kadry na Mistrzostwa Świata we Włoszech. Tam był rezerwowym dla Thomasa Ravellego i nie rozegrał żadnego spotkania.